# 塔柏
塔柏（学名：Sabina chinensis cv. Pyramidalis）为柏科圆柏属下的一个品种/栽培型。

## 扩展阅读
- 維基物種上的相關：塔柏